# Calès, Lot
Calès är en kommun i departementet Lot i regionen Occitanien i södra Frankrike. Kommunen ligger i kantonen Payrac som tillhör arrondissementet Gourdon. År 2022 hade Calès 165 invånare.

## Befolkningsutveckling
Antalet invånare i kommunen Calès
| Referens: INSEE |